# Galactane
Un galactane est un polyoside (polymère d'oses) composé exclusivement de monomères de galactose. Il peut être linéaire ou bien ramifié.
- L'agar-agar est un galactane contenu dans la paroi cellulaire de certaines espèces d'algues rouges.
- Le carraghénane est un galactane sulfaté extrait d'algues rouges.

Les galactanes sont utilisés dans l'industrie alimentaire comme additif alimentaire pour épaissir ou stabiliser les aliments. 